# Michael Galley
Michael Galley (* 14. November 1944 in Schwerin; † 4. Mai 2004 in Gera) war von 1990 bis 1993 der erste Oberbürgermeister der Stadt Gera nach der politischen Wende in der DDR.

## Werdegang
Der Pastorensohn Galley studierte Rechtswissenschaften in Naumburg und Berlin. Er arbeitete danach als Jurist in verschiedenen Großbetrieben und ab 1983 in Ost-Berlin beim Hauptvorstand der CDU der DDR. Im Herbst 1989 wurde er Vorsitzender der CDU des Bezirkes Gera. Am 6. Mai 1990 fanden in der DDR die ersten und einzigen freien Kommunalwahlen statt, am 23. Mai 1990 wurde Galley von der neu gewählten Geraer Stadtverordnetenversammlung mit 52 gegen 47 Stimmen zum Oberbürgermeister gewählt.
Galleys Amtszeit war geprägt durch die tief greifenden Veränderungen in den ersten Jahren nach der deutschen Wiedervereinigung. Auf kommunaler Ebene betraf dies zum Beispiel die Umstrukturierung des städtischen Verwaltungsapparates, die Gründung von Wohnungsgesellschaften, die Neuorganisation des Gesundheitswesens und die vollständige Umgestaltung des städtischen Schulnetzes. Ende 1990 stellte mit der Wismut einer der größten Arbeitgeber der Region den Uranabbau in der Region Ronneburg ein. Weitere Großbetriebe in Gera wie der VEB Elektronik, der VEB Modedruck oder die Werkzeugmaschinenfabrik WEMA Union gingen bis Mitte der 1990er Jahre in Liquidation.
Nachdem eine 81-seitige Akte des Ministeriums für Staatssicherheit bekannt geworden war, gab Michael Galley am 27. Oktober 1993 seinen Rücktritt als Oberbürgermeister zum 15. November desselben Jahres bekannt. Zu seinem Nachfolger wurde Andreas Mitzenheim gewählt. Galley zog sich aus der Politik zurück und war als Rechtsanwalt in Gera tätig. 1996 trat er aus der CDU aus.